# Annanina's Rust
Annanina's Rust is een natuurgebied van het Brabants Landschap van 151 ha in de gemeente Hilvarenbeek.
Het gebied ligt tussen Hilvarenbeek en Diessen. Het bestaat uit een oud landgoed met loof- en naaldbos. Annanina's Rust is in 1899 gesticht door Emile Huijsmans, die leefde van 1850 tot 1920 en die notaris was te Diessen. Het is vernoemd naar zijn maîtresse, een Russische, die een huisje had op het landgoed. Dit landgoed meet ongeveer 150 ha.
Het zuidwestelijk deel van het landgoed is aangelegd in Engelse landschapsstijl. Hier staan monumentale eiken en beuken en twee boswachterswoningen uit 1940. Er zijn ook vele rhododendrons aangeplant. Het overige deel bestaat voornamelijk uit naaldgoedaanplant en werd ook voor de houtproductie gebruikt.
Tegenwoordig is het landgoed bezit van het Brabants Landschap en is het vrij toegankelijk. Er zijn wandelingen uitgezet. De naaldhoutaanplant wordt geleidelijk omgezet in meer natuurlijk bos, maar men wil het landgoedkarakter behouden.
Tot dezelfde beheerseenheid horen enkele beemdgebieden die zich ten noorden en ten oosten van het landgoed bevinden. Dit zijn vochtige weilanden langs de Reusel, de Roodloop en het Spruitenstroompje. Het dal van de Reusel is rijk aan weidevogels en staat bekend als Diessens Broek.